# Касонго Кабундулу
Касонго Кабундулу (*д/н — бл. 1665) — 5-й мулохве (володар) держави Луба в 1640—1665 роках.

## Життєпис
Син мулохве Касонго Мвіне Кібанзи. При народженні отримав ім'я Бонсве. Наприкінці правління батька призначається намісником області Кабонго.
Після смерті Мвіне Кібанзи близько 1640 року вступив у боротьбу за владу із своїми братами. Дісолву Мотуле він або інші брати вбили за допомогою отруйної змії. За легендою іншого брата — Ндібу Якубвангу — вбив леопард. Зрештою суперниками Бонсве, що змінив ім'я на Касонго, залишилися брати Кабамба і Каполе. У вирішальній битві в місцині між селами Лвакіді та Кілемба Касонго переміг Кабамбу. За цим провів церемонію сходження на трон. Але Каполе продовжував боротьбу. Втім того невдовзі було подолано.
Своєю резиденцією обрав село Кабунду в області Ньємбо. Звідси походить його прізвисько Кабундулу. Подальше панування його було доволі мирним. Мулохве зумів відновити владу над усіма областями та залежними племенами. Про його походи обмаль відомостей.
Помер Касонго Кабундулу близько 1665 року. Йому спадкував син Нгої Санза.